# Bozburun, Marmaris
Bozburun là một thị trấn thuộc huyện Marmaris, tỉnh Muğla, Thổ Nhĩ Kỳ. Dân số thời điểm năm 2011 là 2.029 người.